# Kartarpur
Kartarpur è una città dell'India di 25.152 abitanti, situata nel distretto di Jalandhar, nello stato federato del Punjab. In base al numero di abitanti la città rientra nella classe III (da 20.000 a 49.999 persone).

## Geografia fisica
La città è situata a 31° 27' 03 N e 75° 29' 11 E.

## Società

### Evoluzione demografica
Al censimento del 2001 la popolazione di Kartarpur assommava a 25.152 persone, delle quali 13.480 maschi e 11.672 femmine. I bambini di età inferiore o uguale ai sei anni assommavano a 2.908, dei quali 1.627 maschi e 1.281 femmine. Infine, coloro che erano in grado di saper almeno leggere e scrivere erano 17.417, dei quali 9.708 maschi e 7.709 femmine.